# Jakob ben Ascher
Jakob ben Ascher (hebräisch ר' יעקב בן אשר; geboren 1283 in Köln; gestorben am 1340 in Toledo) war eine halachische Autorität des Mittelalters. Nach seinem Hauptwerk Arba’a Turim hebräisch "ארבעה הטורים" wird er meistens Ba'al ha-Turim (hebräisch "בעל הטורים", "Meister der Reihen", kurz Tur) genannt.

## Leben
Jakob wurde wie sein Bruder Jehuda ben Ascher in Köln geboren und studierte bei seinem Vater Ascher ben Jechiel. Im Jahr 1303 siedelte die Familie nach Toledo über, wo er in großer Armut lebte. Er vermied es, rabbinische Ämter auszuüben, und widmete seine ganze Zeit dem Studium.
Aus der Einsicht, dass „logische Folgerungen fehlerhaft geworden waren, Streitigkeiten zugenommen hatten, die Meinungen sich vervielfältigt hatten, so dass es keine halachische Regelung gibt, die frei von Meinungsverschiedenheiten ist“, entschloss er sich, ein Werk zusammenzustellen, das alle Halachot und Gebräuche umfassen sollte, welche den Einzelnen und die Gemeinde betrafen.

## Einteilung der Arba'a Turim
Arba'a Turim bedeutet wörtlich „Vier Reihen“ und bezieht sich auf die Brustplatte des Hohenpriesters (siehe dazu auch Urim und Tummim). Das Werk zerfällt in vier Teile.
- Orach Chajim, hebräisch אורח חיים d. h. „Weg zum Leben“, enthält 697 Paragraphen über Segenssprüche, Gebete, den Sabbat und jüdische Feiertage.
- Jore De'a, hebräisch יורה דעה, d. h., „er lehrt Kenntnis“ bzw. „Lehrer der Erkenntnis“, behandelt in 403 Paragraphen jüdische Speise- und Reinigungsgesetze, Trauergesetze sowie Vorschriften über Wucher und Götzendienst.
- Eben Ha-Eser, hebräisch אבן העזר, d. h. „Stein der Hilfe“ (biblischer Ort, 1 Sam 7,12) enthält 178 Paragraphen über die Ehegesetze.
- Choschen Ha-Mischpat, hebräisch חושן משפט, d. h. „Brustschild des Rechts“ behandelt in 427 Paragraphen das gesamte Zivil- und Kriminalrecht.

Das Werk ist in späteren Jahrhunderten vielfach weiter kommentiert worden und bildet die Grundlage des Schulchan Aruch von Josef Karo. Den Arba'a Turim folgt der Schulchan Aruch in seiner Einteilung in vier große Themengebiete.

## Weitere Arbeiten
Jakob ben Ascher verfasste auch einen Kommentar zum Pentateuch, der 1806 in Zolkiew gedruckt wurde, wobei er frühere Kommentare von Saadia Gaon, Raschi, Abraham ibn Esra und Nachmanides zusammenfasste. Hierbei konzentrierte er sich auf den Pschat, d. h. die wörtliche Bedeutung eines Ausdrucks, und vermied es, kabbalistische Erklärungen zu berücksichtigen.